# Austerocardiochiles pollinator
Austerocardiochiles pollinator är en stekelart som först beskrevs av Paul C. Dangerfield och Austin 1995.  Austerocardiochiles pollinator ingår i släktet Austerocardiochiles och familjen bracksteklar. Inga underarter finns listade.